# دهنو غوری
دهنو غوری، روستایی در دهستان سمغان بخش مرکزی شهرستان کوه‌چنار در استان فارس ایران است.

## مردم
مردم این روستا از ایل غوری هستند و به زبان لری سخن می گویند.

## جمعیت
بر پایه سرشماری عمومی نفوس و مسکن در سال ۱۳۹۵، جمعیت این روستا برابر با ۵۴۵ نفر (۱۶۲ خانوار) بوده است.